# Karl Ferdinand Dräxler

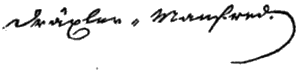
Signatur Karl Ferdinand Dräxler

Karl Ferdinand Dräxler (auch unter den Pseudonymen Manfred und Dräxler-Manfred; geboren am 17. Juni 1806 in Lemberg; gestorben am 31. Dezember 1879 in Darmstadt) war ein österreichischer Publizist, Lyriker, Erzähler und Übersetzer.

## Leben
Dräxlers Vater war ein österreichischer Beamter. Auf dessen Wunsch studierte Dräxler Jura zunächst in Wien und dann in Leipzig, wo Amadeus Wendt sein Ratgeber und Karl Herloßsohn sein Freund wurde. 1829 promovierte er in Leipzig und kehrte danach nach Wien zurück. Da er wegen seiner Herkunft aus Galizien und wegen seines Alters für eine Staatsstelle nicht zugelassen wurde, wandte er sich der Schriftstellerei zu. 1826 erschien ein erster Band mit poetischen Arbeiten. Von 1834 bis 1836 redigierte er das Brockhaus'sche Pfennig-Magazin in Wien, wodurch er mit Nikolaus Lenau, Anastasius Grün, Friedrich Witthauer und Eduard von Bauernfeld bekannt wurde.
Da er im Österreich der Ära Metternich unter der dort herrschenden strikten Zensur keine Zukunft sah, verließ er 1837 Wien und begab sich für mehrere Jahre auf Reisen in Deutschland, Belgien, Frankreich und England. 1845 ließ er sich schließlich in Darmstadt nieder. Bis 1852 leitete er dort die Redaktion der Darmstädter Zeitung und war danach bis 1857 Herausgeber von Die Muse. Blätter für ernste und heitere Unterhaltung. 1845 wurde er Dramaturg des Hoftheaters in Darmstadt. Außerdem gab er von 1845 bis 1856 das im Verlag Sauerländer erscheinende Rheinische Taschenbuch heraus, eine Reihe, in der neben Gedichten, Novellen und Erzählungen auch Reproduktionen bedeutender Gemälde im Stahlstich zusammen mit biographischen Skizzen der betreffenden Künstler sowie kritischen Betrachtungen zu den Werken erschienen. In späteren Jahren wurde er vom Herzog von Sachsen-Meiningen durch die Ernennung zum Hofrat und vom König der Niederlande durch die Verleihung des Ordens der Eichenkrone geehrt.
Auf Laufe seines Lebens war Dräxler ein sehr produktiver Autor, der sich in seiner Prosa und Lyrik allerdings nie ganz von seinen Vorbildern – hier wären Rückert, Platen und Heine zu nennen – freimachen konnte. Bedeutend wird er als Übersetzer aus dem Französischen – etwa Victor Hugos Hernani und Ruy Blas – sowie als Verfasser von Kinderbüchern und erzieherischen Schriften in aufklärerischer Tradition (zum Beispiel Welt und Ton) eingeschätzt.

## Werke
- Triumph der Liebe. Eine Hymne von Friedrich von Schiller. In gereimten lateinischen Rhythmen nachgesungen. Königgraz 1826.
- Esslair in Prag. Eine kritische Beleuchtung seiner Gastdarstellungen. Prag 1826.
- Romanzen, Lieder und Sonette. Prag 1826. Zweiter Band unter dem Titel Neuere Gedichte. Prag 1828. Dritte Auflage: Gedichte. Frankfurt am Main 1847.
- Die Löffelritter. Novelle. Hamburg 1826.
- Glockenblumen. Eine Reihe von Novellen, Erzählungen und Sagen. 2 Teile. Braunschweig 1827 und 1828.
- Das Kloster von St. Bernhard. Erzählung. Meißen 1828.
- Bunte Bilder. Erzählungen. Nürnberg 1830.
- Welt und Ton. Ein nützliches Bildungsbuch zum Eintritte in die feine Gesellschaft. Mit Andeutungen und Regeln für die gewöhnlichen und besondern Beziehungen des Lebens. Prag 1830.
- Das Buch der Geschichten für die Jugend. Wien 1834.
- Präciosa. Unterhaltungsbuch für Kinder. Wien 1835.
- Gruppen und Puppen. Novellen. 2 Bde. Leipzig 1836.
- Herz und Ehre. Novellen und Schilderungen. 2 Bde. Frankfurt am Main 1839.
- Fahrten. Novellen. Erlangen 1840.
- Vierundzwanzig Stunden. Ein Feuilleton des Tages. Leipzig 1842.
- Das Blumen-Album. Ser Pflanzen Symbolik und Sprache in Abendland und Morgenland. Siegen & Wiesbaden 1843.
- Vignetten. Portraits und Genrebilder. Frankfurt am Main 1845.
- Sonnenberg. Kunden und Sagen. Ein Gedenkbuch der Ruine. Wiesbaden 1845.
- Geschichten aus und nach dem Leben. Stuttgart 1853.
- Freud und Leid. Lieder und Bilder. Erfurt 1858.
- Pentameron. Geschichten aus dem Leben. Leipzig 1858.
- Sybillinische Blätter. Selbstschau und Weltbetrachtung. Frankfurt am Main 1860.
- Wohlthaten. Aufzeichnungen für edle Herzen. Stuttgart 1865. 2. verm. Aufl. unter dem Titel: Herzensspiegel. Erzählungen und Bilder für die deutsche Frauenwelt. 1868.

Übersetzungen
- Ovid: Des Publius Ovidius Naso Lieder der Liebe. Leipzig 1827.
- Victor Hugo: Hernani. Drama. Leipzig 1833.
- Victor Hugo: Ruy Blas. Drama. Frankfurt am Main 1839.
- Victor Hugo: Der Rhein. Briefe. 2 Bde. Frankfurt am Main 1842.
- Adolphe d’Ennery, Julien de Mallian: Marianne ein Weib aus dem Volke. Gemälde aus dem Volksleben in 5 Aufzügen. Darmstadt 1846.

Herausgeber
- Rheinisches Taschenbuch auf das Jahr …. Frankfurt am Main, ZDB-ID 400092-4, Digitalisat.
- Wilhelm Genth: Dichtungen. Siegen 1845.